# Franc Pohajač
Franc Pohajač, duhovnik, zborovodja, kulturni delavec, * 4. februar 1941, Celje.

## Življenje in delo
Franc Pohajač se je rodil očetu Francu, ki je bil kmet, in materi Mariji (roj. Sivka). Osnovno šolo je obiskoval v Novi Cerkvi pri Vojniku, nižjo gimnazijo na Dobrni, klasično gimnazijo pa v nadškofijskem semenišču v Zadru. Po dveletni obvezni vojaški službi je začel bogoslovne študije na Teološki fakulteti v Ljubljani (1963–65), jih nadaljeval na Papeški salezijanski Univerzi v Rimu (Salezijanski Atenej) in jih zaključil leta 1969. V duhovnika je bil posvečen 28. decembra 1968 v Novi Cerkvi, a že septembra leta 1969 so ga namestili v službo na Opčinah (v Marijanišču). Tu se je kot kaplan posvečal predvsem delu med slovensko mladino na Opčinah, kjer je bil takrat župnik g. Viljem Žerjal. Od leta 1970 je poučeval verouk v slovenski šoli na Opčinah in ustanavljal razne glasbene skupe in pevske zbore. Za čim bolj uspešno delo na glasbenem področju se je redno udeleževal pevskih tečajev v Sloveniji in Italiji,  izpopolnjeval se je pri raznih strokovnjakih: pri dr. Mirku Cudermanu za klavir in orgle, pri prof. Samuilu Vidasu (iz Bolgarije) za dirigiranje in pevsko tehniko. Od leta 1983 je za nekaj let vodil tudi Mešani cerkveni pevski zbor Sv. Jernej na Opčinah, več let je bil član odbora ZCPZ - Zveze cerkvenih pevskih zborov v Trstu. Franc Pohajač je bil mnogo let tudi v odboru Društva Finžgarjev dom. Leta 2000 je bil imenovan za župnika na Opčinah, od leta 2010 pa so si slovenski duhovniki v župniji prevzeli še skrb za italijanske vernike (ki so dotlej imeli svojega kaplana). Leta 2019 je praznoval Zlato mašo, bodisi na Opčinah kot v domači župnijski cerkvi sv. Lenarta v Novi Cerkvi.
Franc Pohajač je kmalu ustanovil mnoge glasbene skupine: ansambel Taims, Galebi, Zvezde, Rdeči nagelj, Pevski tercet Mavrica, ki so več let igrale po Tržaškem in okolici ter so jih vabili Slovenski rojaki po celem svetu. Po desetih letih ustanovitve glasbenih skupin, si je zamislil tudi pevski zbor, ki je žel posebne uspehe: Otroški in Mladinski pevski zbor Vesela pomlad  (ime so si izbrali pevci sami), ki se je kasneje preimenoval v samostojno društvo SOMPD - Slovensko otroško in mladinsko pevsko društvo Vesela pomlad. Med bistvene lastnosti pevskega delovanja Vesele pomladi spada ta, da so bili aktivno vključeni starši otrok od trenutka avdicije in skozi vsa leta petja, saj bi brez njih bilo delo z otroki in tudi z mladimi, predsem z vzgojnega vidika, neučinkovito. Že ob sami ustanovitvi je nastal poseben Svet staršev, ki so skrbeli za vse, kar je bilo povezano z delovanjem zbora. Zbor še deluje, čeprav je danes mnogo manj številčen, kot ob nastanku leta 1978. Z glasbenimi skupinami in zbori je Pohajač (s pomočjo staršev) prirejal gostovanja za Slovence po Evropi, ZDA in Kanadi. Tako so gostovali z Galebi in pevskim tercetom Mavrica v Kanadi in ZDA, leta 1981 z Galebi v Nemčiji, leta 1983 z Galebi v Belgiji, istega leta z MPZ Vesela pomlad in glasbeno skupino Zvezde v Rimu, z istima skupinama leta 1984 v Parizu in leta 1985 v Berlinu. Zbor Vesela pomlad se je udeleževal tudi raznih zborovskih festivalov in natečajev, kjer se je vedno dobro izkazal.
Za njegov doprinos k kulturnim dejavnostim je JSKD - Javni sklad republike Slovenije za kulturne dejavnosti podelil g. Pohajaču Gallusovo listino.